# Loubeyrat
Loubeyrat ist eine französische Gemeinde mit 1.431 Einwohnern (Stand: 1. Januar 2022) im Département Puy-de-Dôme in der Region Auvergne-Rhône-Alpes. Sie gehört zum Arrondissement Riom und zum Kanton Saint-Georges-de-Mons (bis 2015: Kanton Manzat). Die Einwohner werden Boueyratoux genannt.

## Geographie
Loubeyrat liegt etwa neun Kilometer nordwestlich von Riom und etwa achtzehn Kilometer nordnordwestlich von Clermont-Ferrand in den Monts Dômes im Regionalen Naturpark Volcans d’Auvergne (französisch Parc naturel régional des Volcans d’Auvergne). Das Gemeindegebiet wird von Flüsschen Chambaron durchquert, das hier noch Ruisseau des Grosliers genannt wird. Umgeben wird Loubeyrat von den Nachbargemeinden Charbonnières-les-Vieilles im Norden, Teilhède im Nordosten, Prompsat im Osten, Châtel-Guyon im Südosten, Charbonnières-les-Varennes im Süden sowie Manzat im Westen und Nordwesten.
Die Autoroute A89 führt am westlichen und nördlichen Rand der Gemeinde entlang.

## Bevölkerungsentwicklung
| Jahr                       | 1962 | 1968 | 1975 | 1982 | 1990 | 1999 | 2006 | 2013 |
| Einwohner                  | 636  | 596  | 567  | 614  | 777  | 862  | 1076 | 1209 |
| Quellen: Cassini und INSEE |      |      |      |      |      |      |      |      |

## Sport
Im Jahr 2025 führte die Tour de France auf der 10. Etappe durch die Gemeinde Loubeyrat. Auf der D227 wurde mit der Côte de Loubeyrat (707 m) eine Bergwertung der 2. Kategorie abgenommen werden. Sieger der Bergwertung wurde der französische Rennfahrer Lenny Martinez. Insgesamt weist der Anstieg auf einer Länge von 4,1 Kilometern eine durchschnittliche Steigung von 6,3 % auf.

## Sehenswürdigkeiten
- romanische Kirche aus dem 12. Jahrhundert, sog. Kathedrale der Berge
- romanische Kapelle

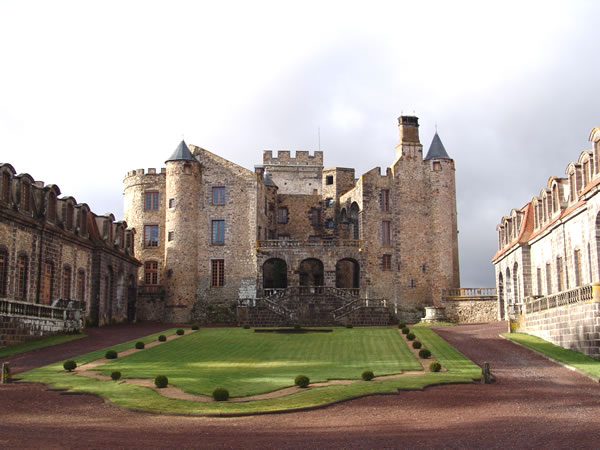
Schloss Chazeron

- Schloss Chazeron